# Hadrodactylus inceptus
Hadrodactylus inceptus là một loài tò vò trong họ Ichneumonidae.